# Nagroda im. Jerzego Giedroycia

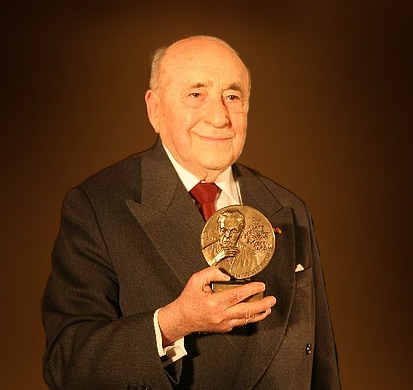
Jerzy Pomianowski z Nagrodą im. Jerzego Giedroycia

Nagroda im. Jerzego Giedroycia – nagroda o profilu humanistycznym ustanowiona przez Senat Uniwersytetu Marii Curie-Skłodowskiej w Lublinie, przyznawana od 2001 za badania nad dziedzictwem paryskiej „Kultury” lub za twórczą kontynuację przesłania Jerzego Giedroycia w dziedzinie nauki. 
Do konkursu mogą być zgłaszane „monografie i wydawnictwa zbiorowe, opublikowane w ciągu pełnych dwóch lat kalendarzowych poprzedzających rok przyznania nagrody, oparte na niewykorzystanych dotąd lub na nowo zinterpretowanych materiałach źródłowych i wnoszące nowe ustalenia do stanu badań nad daną problematyką”.
Wysokość nagrody wynosi 25 tysięcy złotych.

## Laureaci
- 2001: Druga Wielka Emigracja 1945–1990, Biblioteka „Więzi”, Warszawa 1999 (Andrzej Friszke, t. 1: „Życie polityczne emigracji”; Paweł Machcewicz, t. 2: „Emigracja w polityce międzynarodowej”; Rafał Habielski, t. 3: „Życie społeczne i kulturalne emigracji”)
- 2002: Tadeusz Wyrwa – Krytyczne eseje z historii Polski XX wieku, PWN, Warszawa 2001.
- 2003: Barbara Engelking, Jacek Leociak – Getto warszawskie. Przewodnik po nieistniejącym mieście, Instytut Filozofii i Socjologii PAN, Warszawa 2001
- 2004: Aleksandra Hnatiuk – Pożegnanie z imperium. Ukraińskie dyskusje o tożsamości, Wydawnictwo UMCS, Lublin 2003
- 2005: Marek Kornat – Bolszewizm – totalitaryzm – rewolucja – Rosja. Początki sowietologii i studiów nad systemami totalitarnymi w Polsce (1918–1939), Księgarnia Akademicka, t. 1–2, Kraków 2003 i Polska szkoła sowietologiczna 1930–1939, Wydawnictwo Arcana, Kraków 2003
- 2006: Daniel Beauvois – Trójkąt ukraiński. Szlachta, carat i lud na Wołyniu, Podolu i Kijowszczyźnie 1793–1914, Wydawnictwo UMCS, Lublin 2005
- 2007: Robert Traba – Wschodniopruskość. Tożsamość regionalna i narodowa w kulturze politycznej Niemiec, PTPN, Poznań 2005
- 2008: Timothy Snyder – Rekonstrukcja narodów: Polska, Ukraina, Litwa i Białoruś 1569–1999, Wydawnictwo Pogranicze, Sejny 2006
- 2009: Maciej Janowski, Jerzy Jedlicki, Magdalena Micińska - Dzieje inteligencji polskiej do roku 1918, Instytut Historii PAN, Wydawnictwo Neriton – Instytut Historii PAN, Warszawa 2008
- 2010: Tomasz Rakowski – Łowcy, zbieracze, praktycy niemocy, Wydawnictwo Słowo/obraz terytoria, Gdańsk 2009
- 2011: Mariusz Mazur – O człowieku tendencyjnym. Obraz nowego człowieka w propagandzie komunistycznej w okresie Polski Ludowej i PRL 1944–1956, Wydawnictwo UMCS, Lublin 2009
- 2012: Dariusz Kosiński – Teatra polskie. Historie, PWN, Warszawa 2010
- 2013: Jarosław Hrycak – Prorok we własnym kraju. Iwan Franko i jego Ukraina (1856-1886), Wydawnictwo Krytyki Politycznej, Warszawa 2011
- 2014: 
  - Grzegorz Motyka, Rafał Wnuk, Tomasz Stryjek, Adam F. Baran - Wojna po wojnie. Antysowieckie podziemie w Europie Środkowo-Wschodniej w latach 1944-1953, Wydawnictwo Naukowe Scholar – Instytut Studiów Politycznych PAN – Muzeum II Wojny Światowej, Gdańsk – Warszawa 2012,
  - wyróżnienie Karol Modzelewski Zajeździmy kobyłę historii. Wspomnienia poobijanego jeźdźca, Iskry, Warszawa 2013
- 2015: 
  - Andrzej S. Kowalczyk – Wena do polityki. O Giedroyciu i Mieroszewskim, Biblioteka „Więzi”, Warszawa 2014
  - wyróżnienie Bohdan Cywiński Szańce kultur. Szkice z dziejów narodów Europy Wschodniej, Wydawnictwo Trio, Warszawa 2013
- 2016
  - Mirosław Szumiło – Roman Zambrowski 1909-1977. Studium z dziejów elity komunistycznej w Polsce, IPN, Warszawa 2014
  - nagroda honorowa Andrzej Peciak
- 2017: Joanna Krakowska – PRL. Przedstawienia, Instytut Teatralny im. Zbigniewa Raszewskiego, Państwowy Instytut Wydawniczy, Instytut Sztuki PAN, Warszawa 2016
- 2018: Jerzy Kochanowski – Rewolucja międzypaździernikowa. Polska 1956-1957, Znak Horyzont, Kraków 2017[1]
- 2019: Łukasz Garbal – Jan Józef Lipski. Biografia źródłowa, t. 1, 2, Instytut Dokumentacji i Studiów nad Literaturą Polską.Oddział Muzeum Literatury im. Adama Mickiewicza w Warszawie; Instytut Pamięci Narodowej – Komisja Ścigania Zbrodni przeciwko Narodowi Polskiemu, Warszawa 2018[1]

- 2020: Piotr M. Majewski – Kiedy wybuchnie wojna? 1938. Studium kryzysu, Wydawnictwo Krytyki Politycznej, Warszawa 2019.
  - Nagroda honorowa: Paweł Kowal za książkę Testament Prometeusza
  - kwartalnik „Akcent”
- 2021: Katarzyna Woniak, Zwangswelten. Emotions- und Alltagsgeschichte polnischer ,Zivilarbeiter' in Berlin 1939-1945, Verlag Ferdinand Schöningh, Paderborn 2020, (Światy wymuszone. Historia emocji i codzienności polskich robotników przymusowych w Berlinie).
  - Nagroda specjalna: Sławomir M. Nowinowski i Rafał Stobiecki za książkę pt. Mam na Pana nowy zamach... Wybór korespondencji Jerzego Giedroycia z historykami i świadkami historii 1946-2000, wybór i opracowanie Sławomir M. Nowinowski i Rafał Stobiecki przy współpracy Anny Brzezińskiej i Mileny Przybysz-Gralewskiej, Łódź-Paryż 2019, T. I-III.
  - Nagroda honorowa: profesor Juliusz Domański za książkę pt. Wykłady o humanizmie, Biblioteka Kwartalnika Kronos, Warszawa 2020[2].
- 2023: Grzegorz Piątek – Gdynia obiecana. Miasto, modernizm, modernizacja 1920-1939, Wydawnictwo W.A.B. 2022[3]